# Столь, Гленн
Гленн Лейф Столь (швед. Glenn Leif Ståhl; 25 августа 1971, Вернаму) — шведский футболист и тренер.

## Биография
В качестве футболиста в 1991 году выступал в составе Швеции на Чемпионате мира среди молодежных команд в Португалии. Провел на турнире один матч. За свою карьеру он выступал за ряд шведских клубов, а также за норвежский Хам-Кам: в его составе он отыграл пять сезонов.
Тренерскую карьеру начал в Швеции. Возглавлял родную команду «Вернаму» и «Хускварну». Некоторое время являлся скаутом и аналитиком в клубе «Сундсвалль».
Позднее Столь являлся главным тренером фарерских коллективов Премьер-Лиги «ТБ/ФКС/Ройн» и НСИ. Со второй командой становился вице-чемпионом страны.
В январе 2022 года шведский специалист возглавил литовский клуб А Лиги «Ритеряй».

## Достижения
- Серебряный призер чемпионата Фарерских островов (1): 2020.